# Jaja (fiume)
La Jaja (in russo Яя?) è un fiume della Russia siberiana meridionale, affluente di sinistra del Čulym (bacino idrografico dell'Ob'). Scorre nel territorio dei rajon (distretti) di Jaškinskij e Jajskij dell'Oblast' di Kemerovo, e nei rajon Asinovskij e Zyrjanskij dell'Oblast' di Tomsk.

## Descrizione
La Jaja ha origine dai contrafforti dei monti Kuzneckij Alatau, pochi chilometri a est del villaggio di Jaškino. Il corso del fiume è estremamente tortuoso, il fondo è sabbioso e sabbioso-argilloso. Le rive sono ricoperte di betulle e boschi di conifere.
Il fiume ha una lunghezza di 380 km e il suo bacino è di 11 700 km². La sua portata media, a 22 km dalla foce, è di 82,66 m³/s. È navigabile per 114 km dalla foce. Il fiume è gelato, in media, dai primi di novembre ad aprile.